# Ruine Widenkirche (Weida)

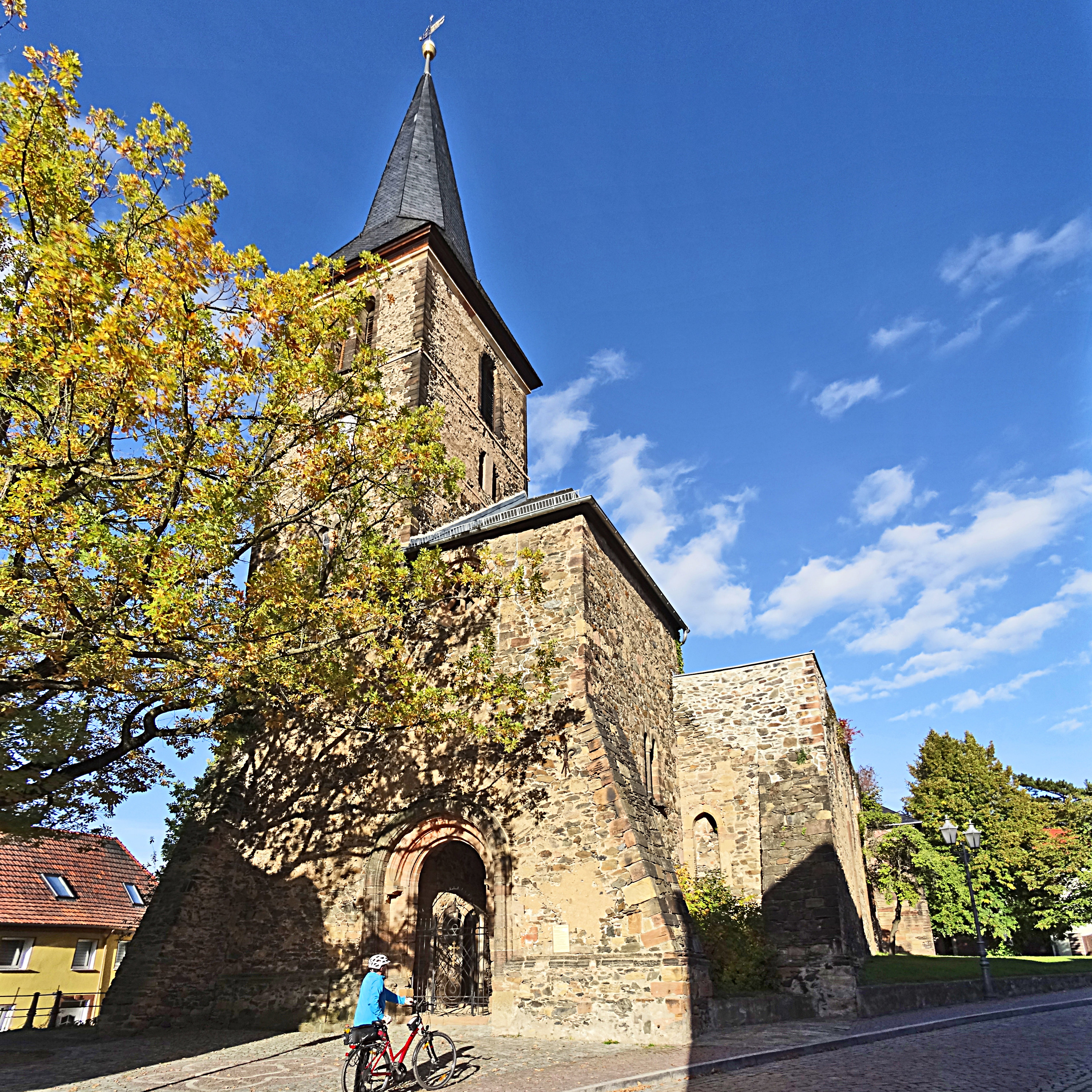
Die Kirchenruine

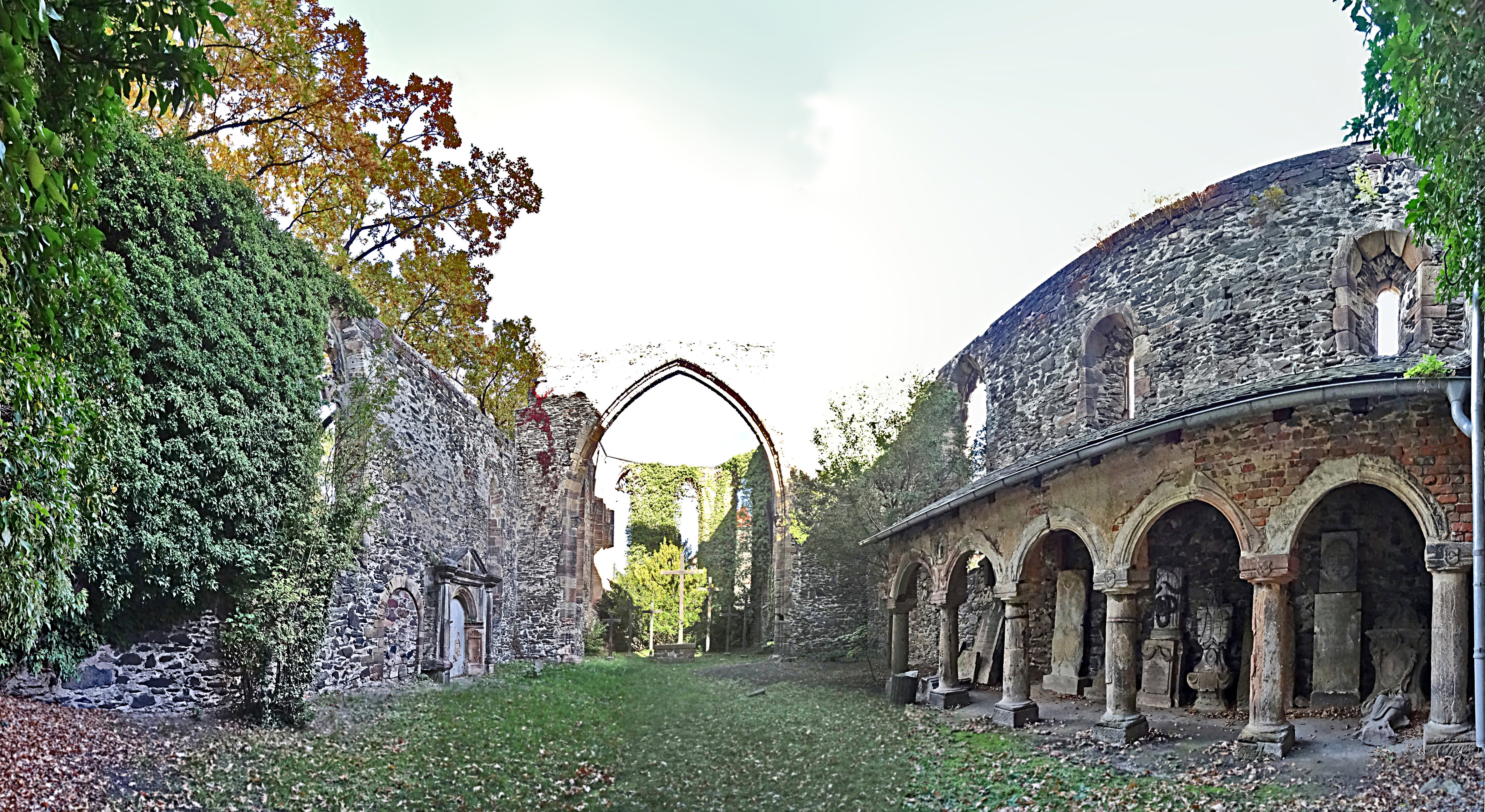
Inneres

Die Ruine der Widenkirche steht in der Stadt Weida im Landkreis Greiz in Thüringen. Sie gehört zur Kirchengemeinde Weida im Kirchenkreis Gera der Evangelischen Kirche in Mitteldeutschland.

## Geschichte
Die Widenkirche entwickelte sich baulich aus einer Kapelle, war die Stadtkirche der Altstadt und der Mutter Maria geweiht. Baugeschichtliche Untersuchungen ergaben, dass der Kernbau um 1190 errichtet wurde als einfacher Saalbau mit der Größe von 17 × 12 m, eingezogenen Chor und Empore im Westteil. Im Laufe des ersten Drittels des 13. Jahrhunderts erhielt der Bau, wohl in Folge der Erhebung zur Stadtkirche, seinen Westriegel mit Doppelturmpaar.
Das Gotteshaus war ab 1193 dem Kloster Mildenfurth unterstellt. In einer Urkunde von Gregor IX. wurde sie 1230 erwähnt. Man bezog sich auf einen Abriss und den Aufbau der romanischen Kirche. 1350 erfolgte der gotische Wiederaufbau.
1504 zerstörte ein Brand das Gotteshaus. Es folgte eine notdürftige Wiederherstellung. Der Raum wurde bis 1527 für Gottesdienste genutzt. 1554 gilt die Kirche als verfallen. Offenbar blieb das Geläut erhalten. Ein Stadtbrand 1633 zerstörte die bestehende Bausubstanz weiter und am 17. März 1789 folgten Schäden durch ein Erdbeben. 1811 wurde der baufällige Zwillingsturm abgetragen und 1902 die Sakristei freigelegt.
1958 wurden die Radfenster in der Sakristei gesichert, ergänzt und der Turm neu eingedeckt. 1959 wurde die Kirche Gedenkstätte für die Opfer der Kriege und Gewaltherrschaft.
Die Gemeinde errichtete 1990 einen Glockenstuhl für das historische Geläut und der noch vorhandene Turm wurde saniert. Unter der Leitung des Landesamtes für Denkmalschutz wurden die Maiwerkfenster gesichert. Im Sommer 2002 fanden in der Widenkirche wieder kirchliche und künstlerische Veranstaltungen statt.

### Der Marientod zu Weida
1934 wurde das letzte erhaltene Fresko, der „Marientod zu Weida“, durch italienische Spezialisten in die Marienkirche gebracht. Diese seltene, im sächsischen Zackenstil erhaltene Wandmalerei über dem Westportal in der ehemaligen Turmhalle war ursprünglich wohl in eine größere Malerei eingebunden, worauf verschiedene andere erhaltenen Stücke ehemaliger Wandermalereien hindeuten. Es zeigt noch heute erkennbar den Tod Mariens und die Aufnahme ihrer Seele in den Himmel. Einmalig macht dieses Kunstwerk seine kräftige, ausdrucksstarke Formsprache. Für diese gibt es keine Vergleichsbeispiele und muss wohl als eigenständiges Werk eines unbekannten Künstlers gelten und steht somit in einer hervorragenden Stellung innerhalb des thüringischen Wandmalereibestandes.